# Queimadas do Sábado Negro
As Queimadas do Sábado Negro foram uma série de incêndios florestais na Austrália em 2009 iniciados em 7 de fevereiro, após uma intensa onda de calor no sudeste do país - considerada a pior dos últimos cem anos. Até o dia 20 de fevereiro, o número de mortos somava 209 pessoas. Em 1983, no pior incêndio registrado até então, perderam a vida 75 pessoas.
O estado mais atingido é Victoria, onde a temperatura chegou a 47,9 °C, no dia 7 de fevereiro, na localidade de Laverton, a oeste de Melbourne. O fogo ter-se-ia alastrado por mais de 12 mil hectares de florestas, plantações e cidades. As chamas destruíram mais de 700 casas em Victoria, segundo dados divulgados pelas autoridades no dia 8 de fevereiro. Entre as cidades mais atingidas, estão Marysville e Kinglake, que foram quase completamente tomadas pelos incêndios. Os estados de Nova Gales do Sul e Austrália do Sul também foram atingidos pelos incêndios.
Existem suspeitas de que pelo menos parte dos cerca de 400 focos de incêndio teve origem criminosa, o que levou a polícia a declarar algumas cidades arrasadas pelo fogo como "cenas de crime".

## Destruição
Sobreviventes do incêndio que devastou a localidade australiana de Marysville, deixando até 100 mortos, continuam sendo mantidos longe da cidade, de modo a serem protegidos contra cenas traumáticas, disseram autoridades na quarta-feira. Oficialmente, os incêndios já causaram mais de 200 mortes. Se as mortes de Marysville forem confirmadas, a cifra pode subir a mais de 300 mortos. Um bombeiro que percorreu Marysville na noite de sábado disse que as pessoas se batiam ao lado do seu caminhão-pipa, implorando por socorro para pessoas presas dentro de suas casas em chamas.
"O saldo (de vítimas) será enorme", disse o bombeiro John Munday.
O primeiro-ministro do Estado de Vitória disse que Marysville, isolada desde os incêndios do fim-de-semana, permanecerá inacessível para poupar os moradores de cenas horripilantes numa cidade outrora idílica.
"Ainda há muitas pessoas mortas nas casas", disse ele, acrescentando que pode haver entre 50 e 100 mortos em Marysville. "Se as pessoas voltam para essas áreas (...) e ainda há pessoas falecidas por lá (...), o impacto será bastante devastador."
Legistas enfrentaram as cinzas e os destroços em Marysville, Kinglake e outras cidades devastadas, na esperança de identificar centenas de corpos.
"É preciso ir rua a rua, casa a casa. Há muitas casas que desabaram", disse a comissária de polícia do Estado, Christine Nixon, acrescentando que as buscas vão levar várias semanas.

## Ação dos bombeiros
Desde 11 de fevereiro, bombeiros e voluntários levantaram barreiras de contenção contra três grandes incêndios que avançavam a norte e oeste de Melbourne, capital do estado australiano de Victoria. O número de mortos pelos incêndios florestais na região é de 181, mas deve subir, e os desabrigados são mais de 7 mil.
As autoridades advertiram do perigo os moradores de Connellys Creek, Crystal Creek, Scrubby Creek e Native Dog Creek, cidades próximas ao fogo, enquanto mais de 4 mil bombeiros, alguns de outros países, tentam combater as chamas com o apoio de 600 veículos e 28 helicópteros e pequenos aviões.